# Happy Time (Happinessのアルバム)
『Happy Time』（ハッピー・タイム）は、Happinessのオリジナルアルバム。2012年6月20日にユニバーサルシグマから発売された。

## 解説
Happiness初のアルバム。初回限定盤（CD＋DVD）、通常盤（CDのみ）の2形態でのリリース。
収録曲は、1stシングル「Kiss Me」から4thシングル「We Can Fly」までの表題曲4曲とシングル「Kiss Me」と「We Can Fly」収録のカップリング曲2曲、新曲6曲、インスト1曲、カヴァー曲1曲を含む全14曲を収録。DVDには1stシングル「Kiss Me」から4thシングル「We Can Fly」までの4曲とDVDシングルとして発売した「Happy Talk」とDJ MAKIDAIとのコラボ曲「Really Into You」のビデオクリップ、「We Can Fly」のメイキング映像を収録。

## 収録曲

### CD/DISC-1
1. Bigbang Breakout (instrumental)
（作曲：BOBEE BROTHERS）
2. We Can Fly
（作詞：NaNa★MUSiC　作曲・編曲：UTA）
4thシングル。
テレビ東京系『ピラメキーノ』5月度エンディング・テーマ
3. フレンズ
（作詞：Kiyoshi Matsuo　作曲：Kiyoshi Matsuo, Yoshihiro Toyoshima　編曲：Masestro-T）
2ndシングル。
4. Wish
（作詞：Kanata Okajima　作曲：Ryosuke"Dr.R"Sakai　編曲：UTA）
3rdシングル。
TBS系『COUNT DOWN TV』8月度オープニング・テーマ
5. Shining
（作詞：Masaya Wada・Kiyoshi Matsuo　作曲・編曲：Masaya Wada）
6. Spica
（作詞：Kanata Okajima　作曲・編曲：Junichi Hoshino）
7. Kiss Me
（作詞：Kiyoshi Matsuo　作曲：Kiyoshi Matsuo, Yoshihiro Toyoshima　編曲：Masestro-T）
1stシングル。
8. I'm for you
（作詞：Kanata Okajima　作曲・編曲：Junichi Hoshino）
4thシングルのカップリング。
9. Alive
（作詞：Kanata Nakamura　作曲・編曲：Han Sang Won）
10. Magicな...Love
（作詞：Junji Ishiwatari　作曲・編曲：Shinichi Osawa）
11. Have A Good Time
（作詞：Tomoya Kinoshita　作曲：mitsuyuki miyake・Katsuya Kawazoe　編曲：Takashi Kondo, Yusuke Tanaka）
『関西・南日本エリア オートバックス カーナビスーパーフェア』CMタイアップ楽曲
12. Body & Soul
（作詞・作曲：Hiromasa Ijichi　編曲：ArmySlick）
SPEEDの楽曲をカヴァー。島袋寛子のパートはMAYU、今井絵理子のパートはKARENが歌っている。
13. Perfect Smile
（作詞：Kanata Okajima　作曲・編曲：Junichi Hoshino）
2010年にシングルとして発売予定だったが中止となっていた楽曲を今回初収録。
14. Happy Talk
（作詞：Kanata Okajima　作曲：Junichi Hoshino　編曲：Takashi Kondo, Yusuke Tanaka）
1stシングルのカップリング。DVDシングル楽曲だが、こちらは2Voで再録されたヴァージョンを収録。

### DVD/DISC-2(初回限定盤のみ)
MUSIC VIDEOS
1. Happy Talk
2. Kiss Me
3. フレンズ
4. Wish
5. Really Into You (DJ MAKIDAI feat. Happiness)
6. We Can Fly
7. We Can Fly (メイキング映像)